# چرمساید، کوئینزلند
چرمساید (به انگلیسی: Chermside) یک حومه شهر در استرالیا است که در City of Brisbane واقع شده‌است.